# ホスファトーム
生物のホスファトーム（英: Phosphatome）とは、ゲノム中に存在するホスファターゼ遺伝子の全体を指す。ホスファターゼは、生体分子からリン酸を除去する反応を触媒する酵素である。細胞内の蛋白質の過半数はリン酸化によって修飾され、通常その機能を制御されている。蛋白質リン酸化は蛋白質ホスファターゼと蛋白質キナーゼの相反する作用によって制御される。殆どのリン酸化部位は特定のホスファターゼと関連付けられていないため、ホスファトームアプローチは脱リン酸化の包括的な解析、特定の反応に関与するホスファターゼのスクリーニング、異なるホスファターゼ間の比較研究を可能にする。これは、キノームアプローチが蛋白質キナーゼ研究に影響を与えたのと同様である。

## 蛋白質ホスファトーム
蛋白質ホスファターゼは通常、セリン、トレオニン、チロシン残基上のリン酸を蛋白質から除去し、蛋白質キナーゼの作用を逆転させる。PTPファミリーの蛋白質ホスファターゼはチロシン特異的であり、他の幾つかのファミリー（PPPL、PPM、HAD）はセリン／スレオニン特異的であると考えられる。一方、他のファミリーは未知の基質／様々な基質を分解する（DSPは任意のアミノ酸を脱リン酸化し、一部の蛋白質ホスファターゼは非蛋白質基質も分解する）ことが知られている。ヒトゲノムでは、20種類の異なる蛋白質フォールドがホスファターゼとして知られており、そのうち10種類が蛋白質ホスファターゼを含んでいる。
蛋白質ホスファトームはヒトおよび8つの他の主要な真核生物、マラリア原虫およびトリパノソーマについてカタログ化されており、ホスファトームは酵母フザリウム、マラリア原虫、およびヒト癌において、既知の全ての蛋白質ホスファターゼを実験的に調査することで、その機能解析に使用されてきた。
ヒトおよび動物のホスファトームに関する大規模なデータベースとして、Phosphatome.net、寄生原生動物のProtozPhosDB、およびヒトホスファターゼの基質を参照できるDEPODが存在する。

## 非蛋白質ホスファターゼ
非蛋白質リン酸化には、次の3通りが知られている。
- 基質の機能を制御する規制機構としての、蛋白質リン酸化の役割と同様の機能。ホスホイノシチド（英語版）脂質は、多様で特異的なキナーゼとホスファターゼを有する重要なシグナル伝達分子である[要出典]。
- 高エネルギー中間体として。リン酸結合は高エネルギーであるため、リン酸を付加すると分子のエネルギーが増加し、そのリン酸を除去する際に本来は不利な反応にエネルギーを供給できる。例えば、グルコース6-ホスファターゼはグルコースからリン酸基を除去し、糖新生を完了させる[要出典]。
- 生合成において、リン酸は成熟分子の機能的部分であり、脱リン酸化によってリン酸が離脱して機能が変化する。ヌクレオチダーゼは、ヌクレオチドの生合成と分解に用いられるホスファターゼである[要出典]。

ヒトの非蛋白質ホスファトームはカタログ化されているが、殆どのホスファトーム解析は調節機能を持つ蛋白質ホスファターゼと脂質ホスファターゼに限定されている。

## 偽ホスファターゼ
ホスファトームには、ホスファターゼと構造的に近縁であるものの触媒活性を欠く蛋白質が含まれる。これらの蛋白質は生物学的機能を保持しており、活性ホスファターゼが関与する経路を制御したり、リン酸基を切断することなくリン酸化基質に結合する。例えばホスファターゼドメインがリン酸化チロシン結合ドメインとなったSTYXや、不活性ホスファターゼドメインがリン脂質に結合するGAKなどが挙げられる。